# Министерства СССР

На печатях министерств СССР был изображён Герб СССР

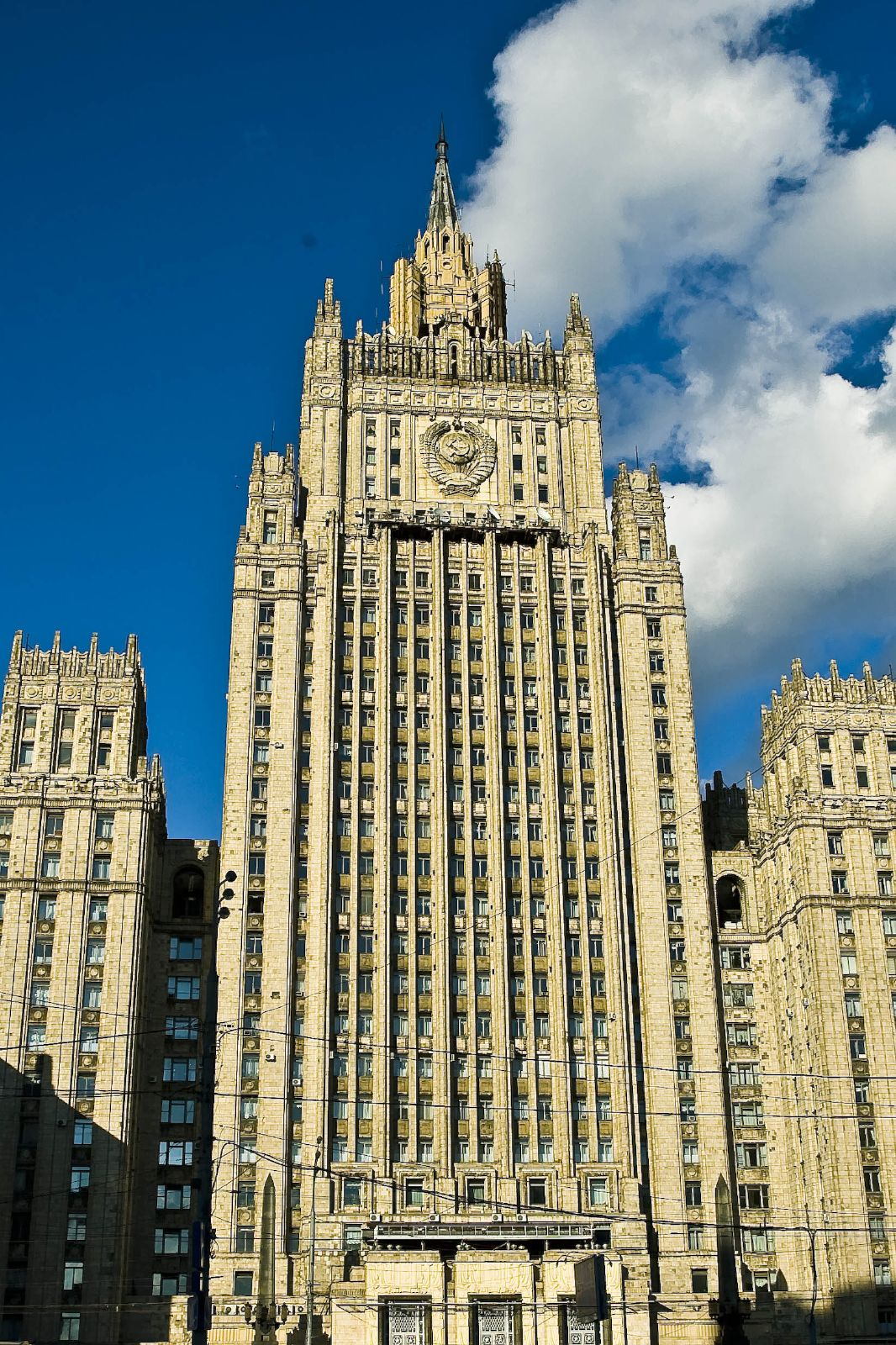
Здание министерства иностранных дел СССР и министерства внешней торговли СССР в Москве

Министерство СССР (от лат. ministro — «служу», «управляю») — центральный орган государственного управления в СССР, осуществлявший отраслевое управление в период с 1946 по 1992 годы. Наряду с государственными комитетами и агентствами министерства осуществляли свою деятельность в рамках правительства СССР.

## История
Слово «министерство» в названии центральных органов государственного управления СССР стало использоваться с 1946 года, после преобразования народных комиссариатов СССР в министерства СССР и переименования наркомов СССР в министров СССР. Официальной причиной такого преобразования было введение общепринятых в международной практике наименований государственных органов управления. При этом, в целях пропаганды советской идеологии, в средствах советской печати подчеркивались различия в назначении и функциях министерств в капиталистическом обществе и СССР:

В Советском Союзе министерства <…> выполняют задачи и функции государства нового, высшего типа — государства диктатуры рабочего класса. <…> Министерства — активные проводники политики Коммунистической партии Советского Союза, составляющей жизненную основу советского строя. <…> Министерства в буржуазных государствах составляют нераздельную часть бюрократического аппарата эксплуататорского государства. Буржуазные министерства не управляют хозяйством. Их главная задача — обеспечить охрану интересов капиталистов и помещиков и их собственности. Современный буржуазный государственный аппарат, в том числе и министерства, является главным орудием правящих клик монополистического капитала для подавления трудящихся масс. Состав буржуазных министерств и их задачи ярко отражают классовую сущность и функции эксплуататорского государства. Министерства военные и иностранных дел осуществляют экспансионистскую и агрессивную внешнюю политику буржуазии.
— Министерства (рус.) // 2-е изд. / Б.А. Введенский (гл. ред.). — Большая Советская Энциклопедия, 1954. — Т. 27. — С. 529-531.
В 1957 году, в начале реализации реформы системы управления промышленностью, 25 из 37 общесоюзных и союзно-республиканских министерств по промышленности и строительству были упразднены, а находившиеся в их ведении предприятия переданы в непосредственное подчинение совнархозов. Позднее, в 1963—65 годы, на месте упраздненных отраслевых министерств стали создаваться государственные производственные комитеты СССР, на которые возлагалась функция отраслевой координации деятельности предприятий, подчинявшихся совнархозам. После сворачивания реформы производственные комитеты в конце 1965 года были преобразованы в союзно-республиканские министерства:
Государственный производственный комитет:
- по газовой промышленности СССР → Министерство газовой промышленности СССР;
- по транспортному строительству СССР → Министерство транспортного строительства СССР;
- по орошаемому земледелию и водному хозяйству СССР → Министерство мелиорации и водного хозяйства СССР;
- по энергетике и электрификации СССР → Министерство энергетики и электрификации СССР;
- по рыбному хозяйству СССР → Министерство рыбного хозяйства СССР;
- по монтажным и специальным строительным работам СССР → Министерство монтажных и специальных строительных работ СССР.

На протяжении существования СССР число министерств постоянно увеличивалось. К середине 1980-х годов в стране действовало около 100 союзных и 800 республиканских министерств.

## Полномочия
В основу деятельности министерств был положен отраслевой принцип управления. Этот принцип использовался с середины 1930-х годов вместо действовавшей до этого функциональной системы управления народным хозяйством, при которой низшие звенья экономической системы СССР — подведомственные народным комиссариатам СССР учреждения, организации и предприятия — имели над собой нескольких руководителей из числа органов государственного управления по отдельным функциям.
Министерства СССР унаследовали от наркоматов разбиение на два типа. Общесоюзные министерства руководили подчинёнными предприятиями и организациями через своих представителей и их аппараты в союзных республиках. Союзно-республиканские министерства взаимодействовали с одноимёнными республиканскими министерствами, входящими в состав республиканских правительств.

## Руководящие органы
Министерства возглавлялись соответствующим министром. Согласно Конституции СССР министры назначались Верховным Советом СССР, в период между сессиями — Президиумом Верховного Совета СССР с последующим внесением на утверждение Верховного Совета.
Министры имели заместителей, назначаемых Советом Министров СССР. В министерстве СССР действовала коллегия в составе министра (председатель), заместителей министра, а также других руководящих работников министерства. Члены коллегии министерства утверждаются Советом Министров СССР. Одним из органов министерств были научно-технические (научные) советы.

## Состав министерств в Правительстве СССР
Руководители министерств (министры СССР) всегда входили в состав Совета Министров, но количество министерств и их наименования изменялись на протяжении всего срока деятельности советского правительства.
Особенно бурная реорганизация всей системы управления народным хозяйством СССР произошла во время проведения экономической реформы 1957 года. Были упразднены все промышленные министерства, руководство предприятиями и организациями передано
советам народного хозяйства, образованным в экономических административных районах. В конце 1963 года в состав Совета Министров СССР входили только три общесоюзных министерства (внешней торговли, морского флота и путей сообщения) и 8 союзно-республиканских (высшего и среднего специального образования, здравоохранения, иностранных дел, культуры, обороны, связи, сельского хозяйства и финансов).
После свёртывания реформы в 1965 году совнархозы всех уровней были упразднены, почти все отрасли народного хозяйства страны возвращены под управление министерств.